# Swainsona fraseri
Swainsona fraseri är en ärtväxtart som beskrevs av George Bentham. Swainsona fraseri ingår i släktet Swainsona och familjen ärtväxter. Inga underarter finns listade i Catalogue of Life.